# Sam Phillips
Sam Phillips (Florence, 5 de janeiro de 1923 – Memphis, 30 de julho de 2003) foi um produtor musical e compositor americano. Seu nome de batismo era Samuel Cornelius Phillips. Foi um dos mais importantes nomes para o começo do rock como música de massa, ocasionando assim em uma revolução cultural. Mas ficou famoso mesmo por ter descoberto o rei do rock Elvis Presley, o cantor e pianista de Rock and roll Jerry Lee Lewis e também ,o "Rei da música country", Johnny Cash.